# John Riley
John Riley (1646 – 1691) è stato un pittore britannico.
Ritrattista inglese, iniziò giovane la sua attività di pittore. In breve tempo entrò alla corte degli Stuart eseguendo ritratti di Carlo II e Giacomo II Stuart e divenendo un artista ricercato e apprezzato. Dopo la gloriosa rivoluzione, Riley divenne Primo Pittore di Corte del re Guglielmo III d'Inghilterra, carica che dovette condividere con sir Godfrey Kneller.

## Galleria d'immagini

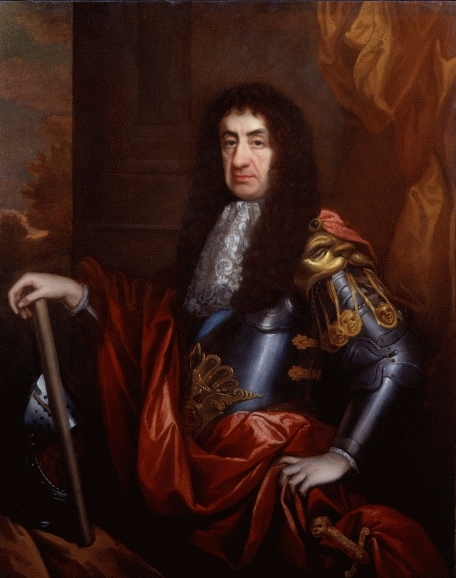
Carlo II
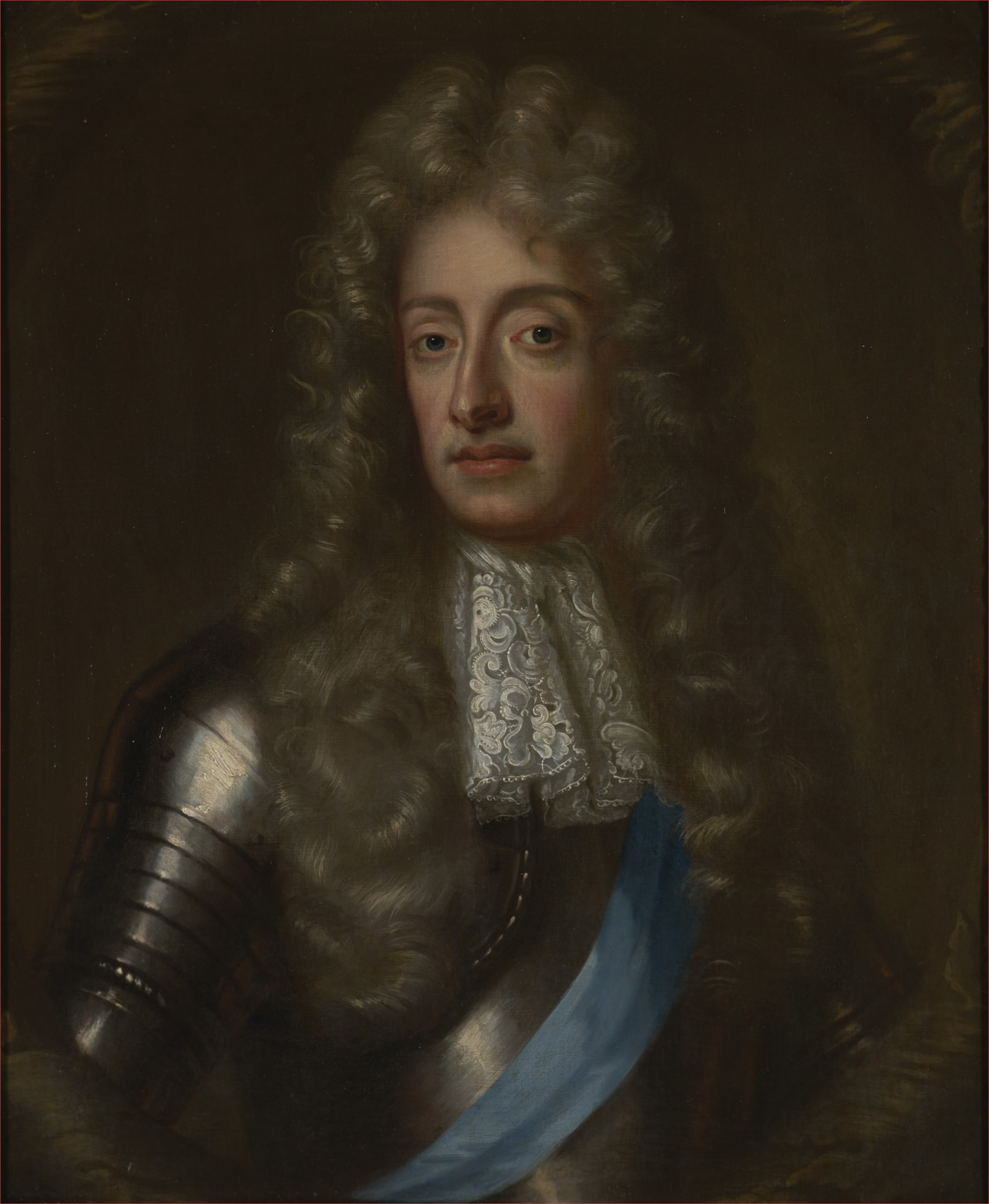
Giacomo II
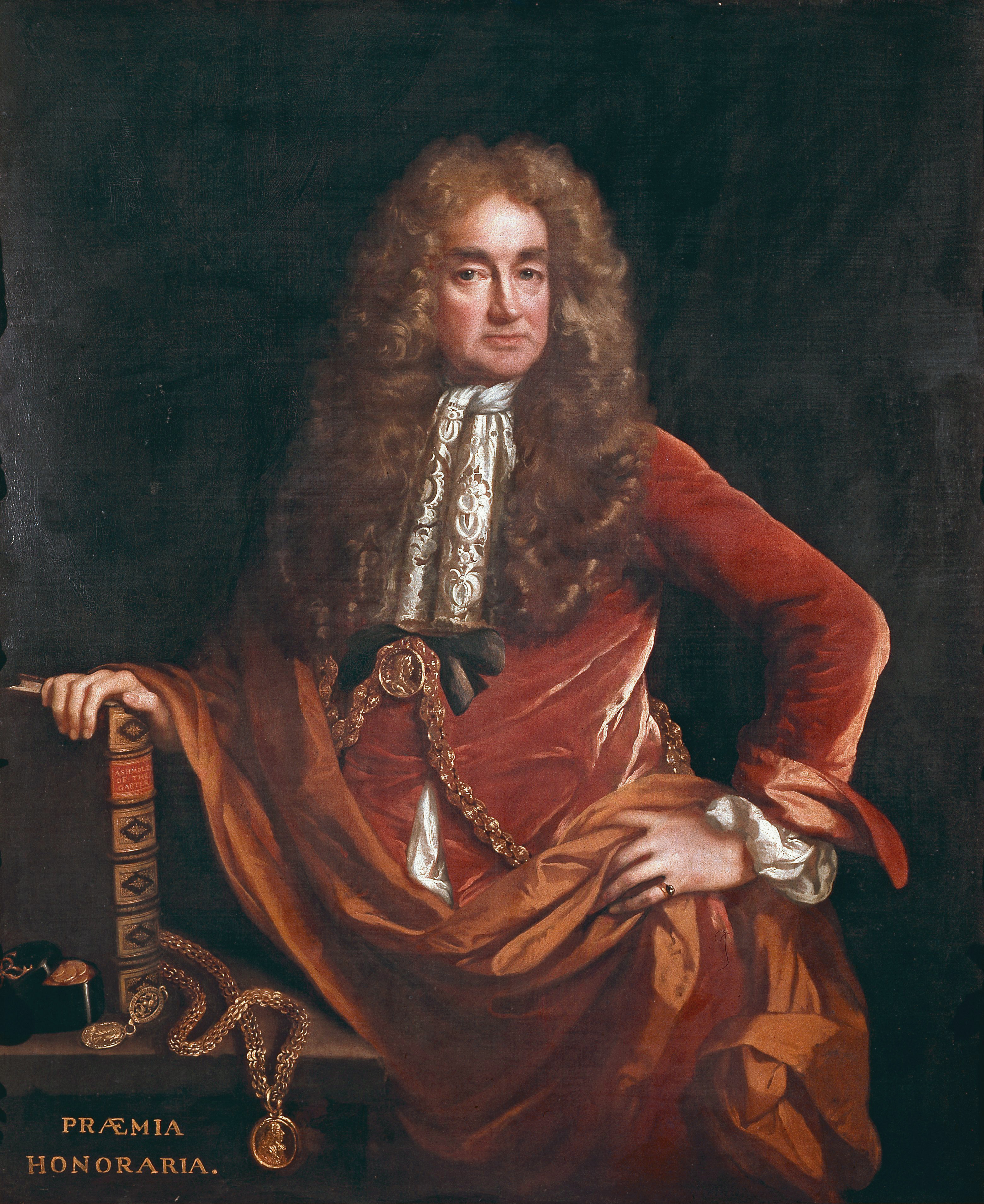
Elias Ashmole
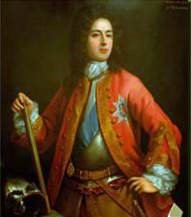
John Churchill, I duca di Marlborough